# Huia (genre)
Pour l'oiseau, voir Huia dimorphe.
Genre
Huia est un genre d'amphibiens de la famille des Ranidae.

## Répartition
Les cinq espèces de ce genre se rencontrent à Java, à Sumatra et à Bornéo.

## Liste d'espèces
Selon Amphibian Species of the World (31 mai 2013) :
- Huia cavitympanum (Boulenger, 1893)
- Huia masonii (Boulenger, 1884)
- Huia melasma Stuart & Chan-ard, 2005
- Huia modiglianii (Doria, Salvidio & Tavano, 1999)
- Huia sumatrana Yang, 1991

## Étymologie
Ce genre est nommé en l'honneur d'Hu Shuqin.

## Publication originale
- Yang, 1991 : Phylogenetic systematics of the Amolops group of ranid frogs of southeastern Asia and the Greater Sunda Islands. Fieldiana, Zoology, New Series, vol. 63, p. 1-42 (texte intégral).